# NE-16
El NM 16 (Neumático Mexicano 2016), también conocido como El Toro, será el noveno modelo de tren sobre neumáticos del Metro de la Ciudad de México. Está diseñado y construido por CAF en México. En total son 45 trenes (formados de nueve unidades de 10 en operación y 35 en curso), y circularán en la Línea 1 del Metro de la Ciudad de México.
Su esquema de pintura es muy similar al FM-86 y sus colores son muy diferentes a los anteriores. El Sistema de Transporte Colectivo anunció que estos trenes entrarán en operación en el mes de junio de 2018 a propósito de efectuar pruebas en las instalaciones de esta línea.

## Características
- Ancho de vía en ruedas de seguridad: 1,435 mm
- Ancho de vía de las llantas de tracción: 1,993 mm
- Voltaje usado por el tren: 750 VDC
- Sistema de tracción: Motores asíncronos de corriente alterna protegidos electrónicamente contra descargas y variaciones
- Sistema de ventilación: Aire acondicionado
- Fabricante: CAF
- Procedencia:  México
- Series motrices: M0672 al M0692
- Interiores: Asientos tipo banca de fibra de vidrio de color blanco con naranja y acabados de color blanco
- Monocoup: Advertidor sonoro automático
- Pintura de la carrocería: Acabado exterior de color blanco, con franjas de color naranja
- Formaciones posibles: 6 vagones M-R-N-N-PR-M 9 vagones M-R-N-N-PR-N-N-R-M
- Otras características:
  - Bocinas de aire
  - Advertidor sonoro mejorado
  - Adición de faros halógenos
  - Luces piloto de puertas
  - Sistema de frenos antibloqueo Parado sin caer usarios.
  - Detectores de humo
  - Sistema de aviso de estaciones y recomendaciones
  - Sistema de control de tránsito por Wi-Fi
  - Pasillos de interconexión entre vagones
  - Pintura resistente al vandalismo y grafiti mejorado
  - Sistema de pantallas de entretenimiento.

Nota: El diseño de la cara frontal de la cabina de este tren se asemeja bien a la cara cornada de un toro. Por otro lado, las pantallas de vigilancia son muy similares al FE-10, esto es para que el maquinista pueda ver lo que sucede al exterior así como en el interior de la formación.
Como particularidad importante el modelo equipara un sistema de Pilotaje Automático Análogo de 135 kHz (similar a los modelos anteriores de tren). Esto es para que pueda ser cien por ciento compatible con la línea en que dará servicio; no obstante, a futuro se planea actualizar la red a sistema de Pilotaje SACEM.
Nota: El diseño de la cara frontal de la cabina de este tren se asemeja bien a la cara cornada de un toro. Por otro lado, las pantallas de vigilancia son muy similares al FE-10, esto es para que el maquinista pueda ver lo que sucede al exterior así como en el interior de la formación.
Como particularidad importante el modelo equipara un sistema de Pilotaje Automático Análogo de 135 kHz (similar a los modelos anteriores de tren). Esto es para que pueda ser cien por ciento compatible con la línea en que dará servicio; no obstante, a futuro se planea actualizar la red a sistema de Pilotaje SACEM.

## Líneas asignadas
- Línea  (A partir de noviembre de 2018)
- Línea  (No Asignado)
- Línea  (No Asignado)